# Шатовје (Горњи Алпи)
Шатовје (фр. Châteauvieux) насеље је и општина у Француској у региону Прованса-Алпи-Азурна обала, у департману Горњи Алпи која припада префектури Гап.
По подацима из 2011. године у општини је живело 455 становника, а густина насељености је износила 64,36 становника/km². Општина се простире на површини од 7,07 km². Налази се на средњој надморској висини од 783 метара (максималној 960 m, а минималној 612 m).

## Демографија
| 1962. | 1968. | 1975. | 1982. | 1990. | 1999. | 2011. |
| ----- | ----- | ----- | ----- | ----- | ----- | ----- |
| 127   | 142   | 141   | 240   | 332   | 408   | 455   |

График промене броја становника у току последњих година